# Municipio de Hickory (condado de Lawrence)
El municipio de Hickory (en inglés: Hickory Township) es un municipio ubicado en el condado de Lawrence en el estado estadounidense de Pensilvania. En el año 2000 tenía una población de 2.356 habitantes y una densidad poblacional de 57 personas por km².

## Geografía
El municipio de Hickory se encuentra ubicado en las coordenadas 41°03′00″N 80°16′59″O / 41.05000, -80.28306.

## Demografía
Según la Oficina del Censo en 2000 los ingresos medios por hogar en la localidad eran de $41,389 y los ingresos medios por familia eran de $47,939. Los hombres tenían unos ingresos medios de $33,413 frente a los $21,038 para las mujeres. La renta per cápita de la localidad era de $17,055. Alrededor del 6,5% de la población estaba por debajo del umbral de pobreza.